# Senegal (Fluss)
Der Senegal ist ein 1086 Kilometer langer Strom in Westafrika. Er wird bereits bei Plinius dem Älteren als Bambotus (aus dem Phönizisch-Hebräischen „behemoth“ als Flusspferd-Fluss zu übersetzen) und bei Claudius Ptolemäus als Nias genannt. Das Wort Zenaga für den Namen einer Sprache und einer Volksgruppe, die im südwestlichen Mauretanien zwischen der Atlantikküste und dem unteren Senegal beheimatet ist, kommt etymologisch als Herkunft für den Namen Senegal in Frage. Der Fluss ist für das Land Senegal das bedeutendste und namengebende Gewässer.

## Geografie
Der Fluss entsteht durch den Zusammenfluss von Bafing und Bakoyé nahe der Stadt Bafoulabé im Südwesten Malis. Auf seinem Lauf nach Nordwesten erreicht er die regenarme Sahelzone und empfängt hier von links und Süden seinen letzten wichtigen Zufluss, den Falémé. Von dessen Einmündung an bildet der Senegal die Grenze zwischen den Ländern Senegal und Mauretanien und mündet bei Saint-Louis in den Atlantik.
Zusammen mit dem Bafing ist der Senegal 1430 Kilometer lang.
Im Mündungsgebiet, einem wichtigen Ort zur Überwinterung für europäische Weißstörche, befindet sich der Nationalpark Parc National de Langue de Barbarie. Das dortige fruchtbare Schwemmland wird zum Anbau von Zuckerrohr, Mais, Hirse und Reis genutzt.

### Nebenflüsse und Seitenarme
Bei Kayes mündet von rechts der Kolimbiné, gefolgt oberhalb von Bakel vom Karakoro, dem Grenzfluss zwischen Mali und Mauretanien. Bei Bakel selbst mündet von links der Falémé, der Grenzfluss zwischen Mali und Senegal. In Mauretanien gibt es noch zwei nennenswerte Zuflüsse, den Oued Garfa bei Maghama und bei Kaédi den Gorgol.
Auf dem senegalesischen linken Ufer erstreckt sich eine zehn bis 20 Kilometer breite Schwemmlandebene, die von unwegsamen Feuchtgebieten und Wasserläufen durchzogen ist. Der Senegal-Strom hat hier nacheinander mehrere Seitenarme ausgebildet: zunächst den Dioulol, gefolgt von Diamel und Doué. Vom Doué zweigt bei dem Ort Mbantou der für die örtliche Landwirtschaft bedeutsame Seitenarm Ngalanka ab, der nach orographischen 64 Kilometern nahe der Stadt Fanaye Diery in den Senegal mündet.
Bei Richard Toll mündet von Süden ein wichtiges Seitental, das den Ferlo über den Lac de Guiers mit dem Senegal verbindet.

### Inseln
Eine Insel von namhafter Größe hat sich in der Schwemmlandebene zwischen dem Hauptstrom und dem Nebenarm Doué gebildet, die Insel Morfil. In dem sogenannten Delta des Senegal-Unterlaufs, oberhalb und unterhalb des Diama-Damms, ist die Insel Biffeche zu finden.
Eine Flussinsel von besonderer historischer Bedeutung ist in Mündungsnähe die Île de Saint-Louis. Sie trägt den historischen Stadtkern von Saint-Louis und ist Ausgangspunkt für den Aufbau des französischen Kolonialreichs von Französisch-Westafrika gewesen. Sie wurde zum UNESCO-Welterbe erklärt.

### Mündung

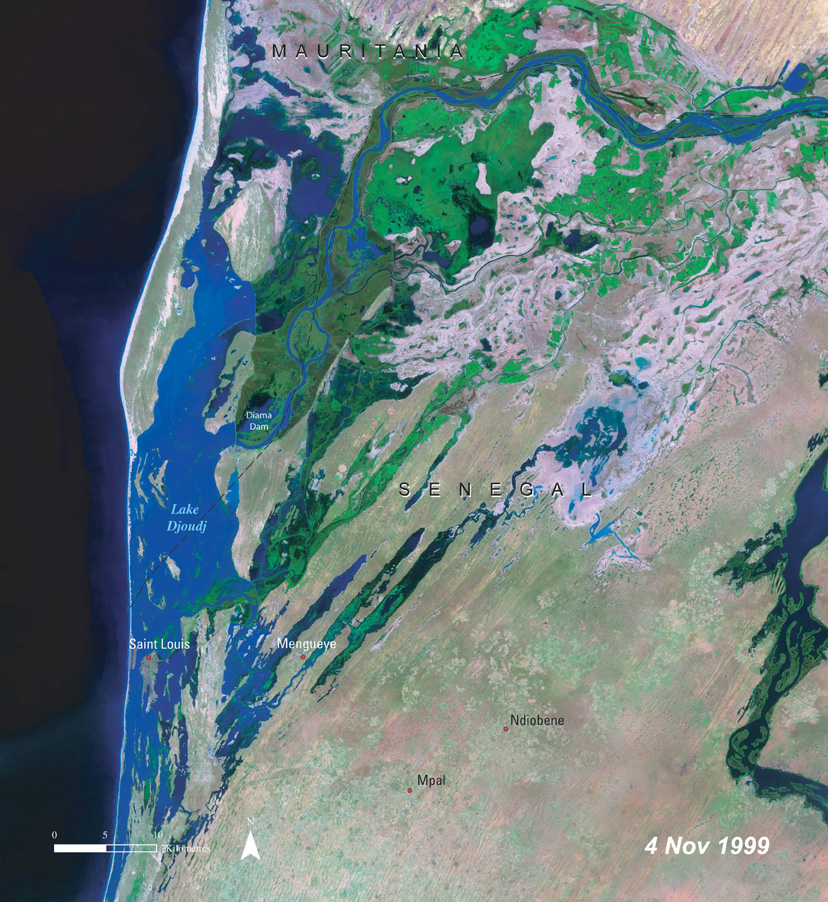
Hochwassersituation am 4. November 1999

Während der Unterlauf des Senegal beliebig durch Schwemmlandebenen mäandrieren kann, stellt sich ihm an der Atlantikküste eine durch Wind und Wellen erzeugte Kette von Küstendünen entgegen, die ihn an der Vereinigung mit dem Meer hindert und ihn schon einen Kilometer nördlich der Île Saint-Louis zwingt, der dem Meer abgewandten Seite der Dünen nach Süden zu folgen, bis das Süßwasser endlich die Kraft findet, über Sandbänke hinweg sich in das Meer zu ergießen. Diese Mündung hatte sich durch stetige Anlandung an die Dünenkette immer weiter nach Süden verschoben und zuletzt eine rund 34 Kilometer lange Landzunge gebildet, die südlich der Stadt Saint-Louis als Vogelparadies Langue de Barbarie zum Nationalpark erklärt wurde.

Zustand der Senegalmündung 2001 - 2006 - 2007 - 2011 - 2013 als Animation

Die Barrierewirkung und die Länge der Küstendünen lässt sich sehr gut anhand eines während einer Hochwassersituation am 4. November 1999 aufgenommenen Satellitenfotos erkennen, das zeigt, wie die ganze Stadt Saint-Louis von Wassermassen eingeschlossen ist. Als im Oktober 2003 ein ähnlich bedrohliches Hochwasser die Stadt gefährdete, veranlassten lokale Behörden am 3. Oktober, etwa 6 Kilometer südlich der Île Saint-Louis und 25 Kilometer vor der Mündung einen 4 Meter breiten Durchstich durch die etwa 300 Meter breite Landzunge zu graben. Tatsächlich hatte diese Maßnahme die Wirkung eines Deichbruchs, der sich schnell unkontrollierbar ausweitete. Nach drei Tagen war er schon 200 Meter breit, ein halbes Jahr später hatte die Öffnung eine Breite von 800 Meter und wurde zur neuen Flussmündung, während die alte verlandete und das frühere Flussbett zu einer Lagune wurde. Nebenbei bemerkt scheint der Durchstich durch die Landzunge etwa an der Stelle geschehen zu sein, wo diese auch nach einer Seekarte von 1747 endete.

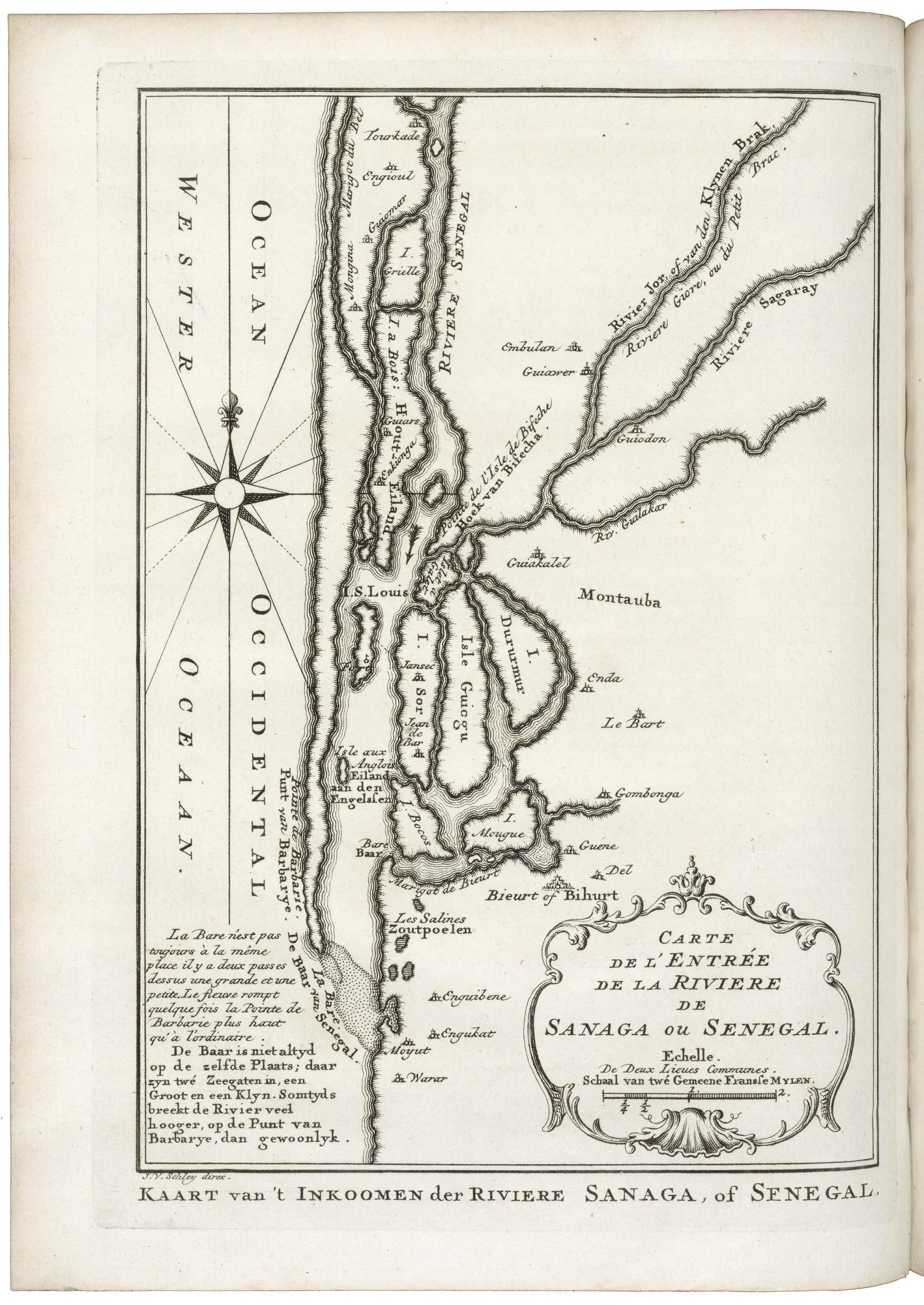
Seekarte der Senegalmündung 1747

Strömung, Wind und Wellen entwickelten seitdem eine eigene Dynamik. Bisher geschützt gelegene Fischerdörfer waren nun dem offenen Meer ausgesetzt und wurden von diesem verschlungen, nicht zuletzt weil der Meeresspiegel steigt und sich die Lücke in den Küstendünen auf 5 Kilometer ausweitete, bei gleichzeitiger Versandung der Lagune im Süden. Auch zeigte sich, dass die Flussmündung aufs Neue die Tendenz hat, nach Süden zu wandern. Die Landzunge zwischen Meer und Fluss hatte nachweislich von Satellitenfotos seit 2003 wieder rund 5000 Meter an Länge gewonnen. Für den Nationalpark und seine Vogelwelt bedeuten diese Veränderungen, abgesehen davon, dass große Teile vom Meer verschlungen worden waren, eine völlige Umgestaltung der Lebensbedingungen.

## Hydrometrie
Der Senegal ist ein so genannter Fremdlingsfluss. Das bedeutet, er entspringt in feuchtem, und durchfließt trockenes Gebiet. Daher nimmt sein Abfluss zur Mündung hin ab.
Die sowohl im Jahresverlauf als auch jährlich stark schwankende Durchflussmenge des Senegal wurde über 71 Jahre zwischen 1903 und 1974 in Dagana etwa 207 Kilometer vor der Mündung in m³/s gemessen.
- Diagrammdaten:
- Definition |
- Rohdaten |
- Hilfe

Wegen der starken hydrometrischen Schwankungen und der Bedeutung des Flusses für die Bevölkerung der Anrainerstaaten haben diese sich in der Organisation pour la mise en valeur du fleuve Sénégal (OMVS) (zu deutsch etwa: Organisation zur Entwicklung des Senegal-Flusses) zusammengeschlossen. Ziel ist die Verbesserung der Verfügbarkeit von Wasser entlang des Flusses durch wasserbauliche Maßnahmen.
In der Republik Senegal befasst sich die Direction de la Gestion et de la Planification des Ressources en eau des Ministère de l’Hydraulique et de l’Assainissement mit dem Management und der Planung der Wasserressourcen.

## Einzugsgebiet

Einzugsgebiet des Senegal

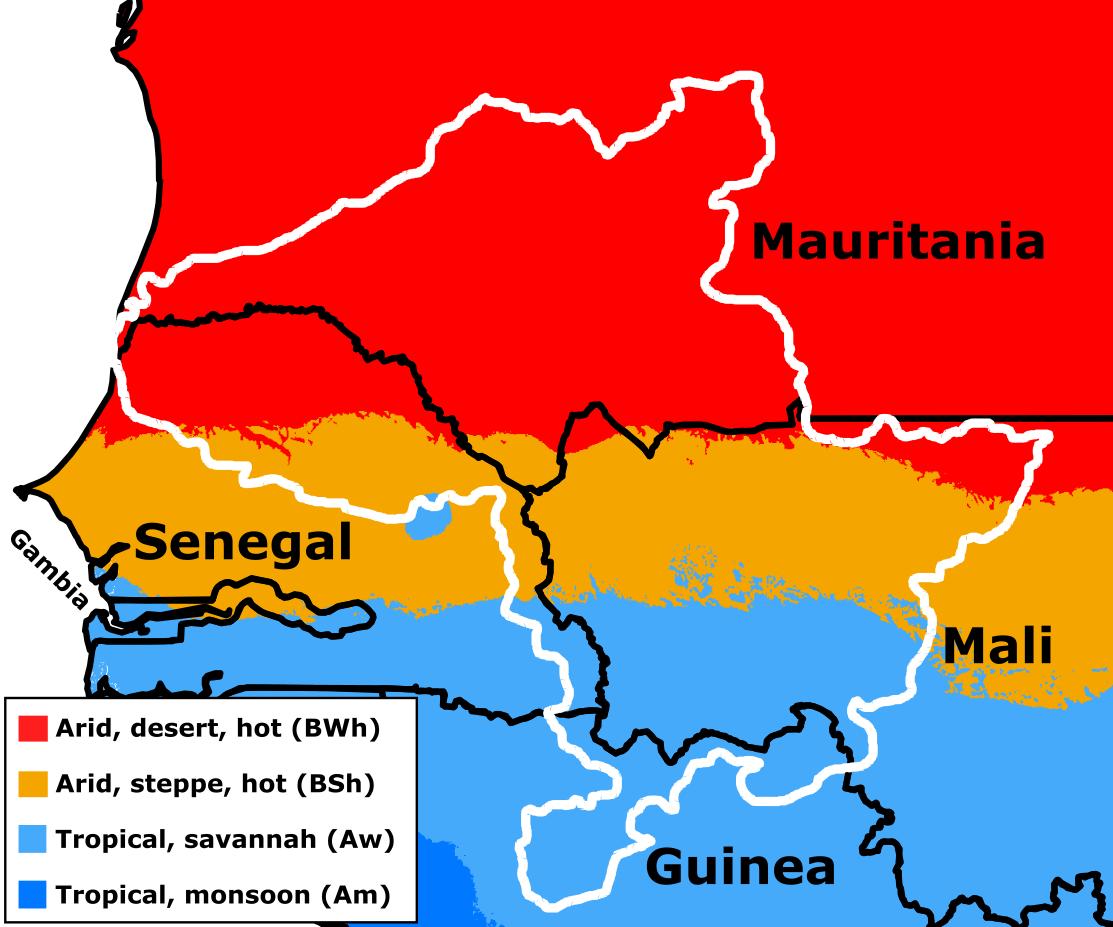
Die Klimabedingungen im Einzugsgebiet des Senegal

Das Einzugsgebiet des Senegal erstreckt sich über vier Länder: Senegal, Mauretanien, Mali und Guinea. Die Angaben über die Größe sind sehr unterschiedlich. Sie reichen von 289.000 km² bis 483.000 km². Allerdings sind die größten Unterschiede in den Angaben dem Teil in Mauretanien geschuldet, in dem sich nur geringe Niederschläge ereignen. Dadurch, dass der Norden in der Sahel-Zone und in Wüstenklima liegt, bezieht der Senegal den überwiegenden Teil seines Abflusses aus dem Süden. Vor allem über seinen Quellfluss Bafing erhält er aus dem Bergland von Fouta Djallon viel Wasser. Das Einzugsgebiet teilt sich wie folgt auf (ausgehend von 483.000 km²):
| Staat       | Einzugsgebiet der Landesfläche in [km²] | Prozent der Fläche des Einzugsgebiets | Prozent der Landesfläche | Niederschlag in [mm/a] |
| ----------- | --------------------------------------- | ------------------------------------- | ------------------------ | ---------------------- |
| Guinea      | 29.475                                  | 6,1                                   | 12,0                     | 1475                   |
| Mali        | 139.098                                 | 28,8                                  | 11,2                     | 855                    |
| Mauretanien | 242.742                                 | 50,2                                  | 23,7                     | 270                    |
| Senegal     | 71.866                                  | 14,9                                  | 36,5                     | 520                    |
| Gesamt      | 483.181                                 | 100,0                                 |                          | 550                    |

## Staustufen
Der ab 1981 errichtete Diama-Damm verbindet den gleichnamigen senegalesischen Ort mit dem Dorf Keur Massène in Mauretanien. Er liegt in der fruchtbaren Chemama-Überschwemmungsebene auf halbem Weg zwischen Saint-Louis und dem mauretanischen Flusshafen Rosso. Vor dem Bau drang Meerwasser bis zu 150 Kilometer weit flussaufwärts. Nach der Fertigstellung des Dammes wurde dies verhindert, und somit eine Veränderung des Flussbiotops vorgenommen. Der aufgestaute See wird als Trinkwasserreservoir genutzt, aus dem auch die senegalesische Hauptstadt Dakar versorgt wird. Die nun ausbleibenden Überflutungen mit Salzwasser führen zu einer stetigen Verbesserung der landwirtschaftlich nutzbaren Fläche am Senegalufer. Jahrzehntelang war die versalzte, ausgelaugte Erde zur Nutzung als Ackerland unbrauchbar.

## Brücken und Fähren

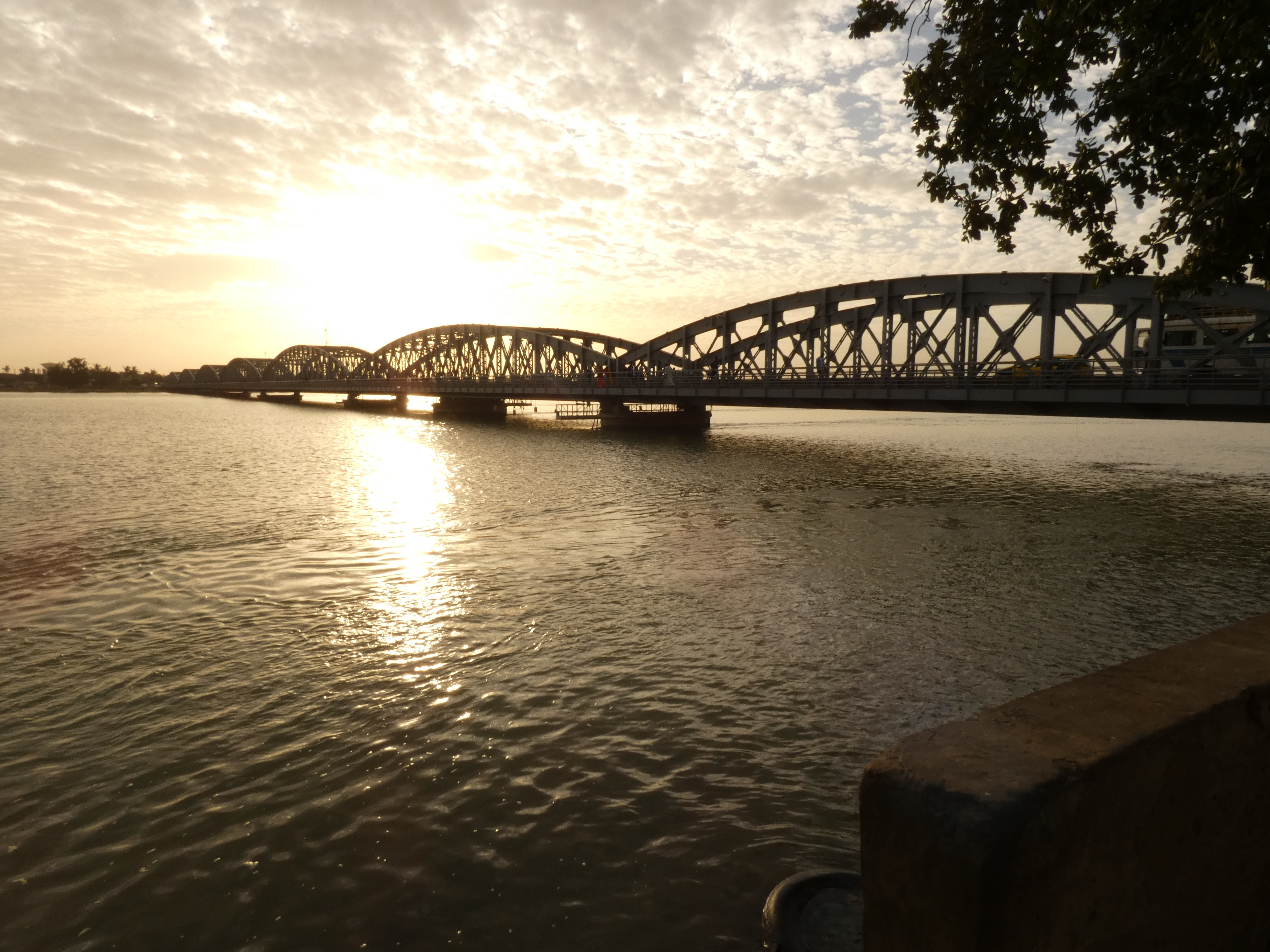
Der Pont Faidherbe in Saint Louis

Den Strom queren einige wichtige Verkehrswege in Form von Brücken und Fähren. In Saint Louis, kurz vor der Einmündung in den Atlantischen Ozean befindet sich innerstädtisch der Pont Faidherbe, eine stählerne Fachwerkbrücke. Über den Diama-Damm flussaufwärts ist auf mauretanischer Seite eine nicht asphaltierte Straße angebunden. Bedeutendste Querung zwischen den Staaten Mauretanien und Senegal und im Verlauf von Nationalstraßen ist die Fähre Rosso im gleichnamigen Ort. Die flussaufwärts nächstgelegene Brücke befindet sich hunderte Kilometer weiter in Mali: die Brücke Kayes, die an Stelle einer Furt errichtet wurde.

## Galerie

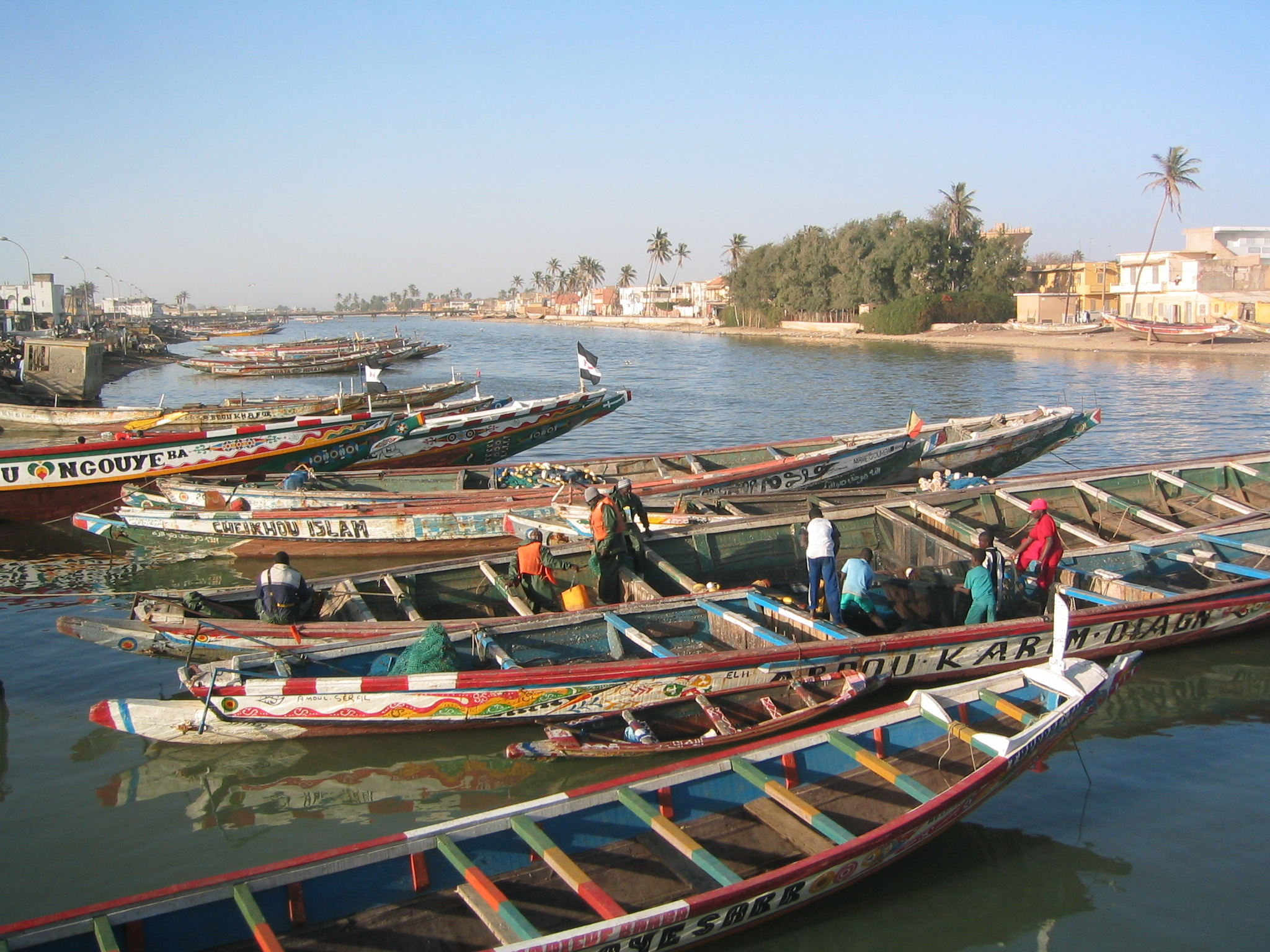
Seitenarm nahe der Mündung in Saint-Louis im Senegal
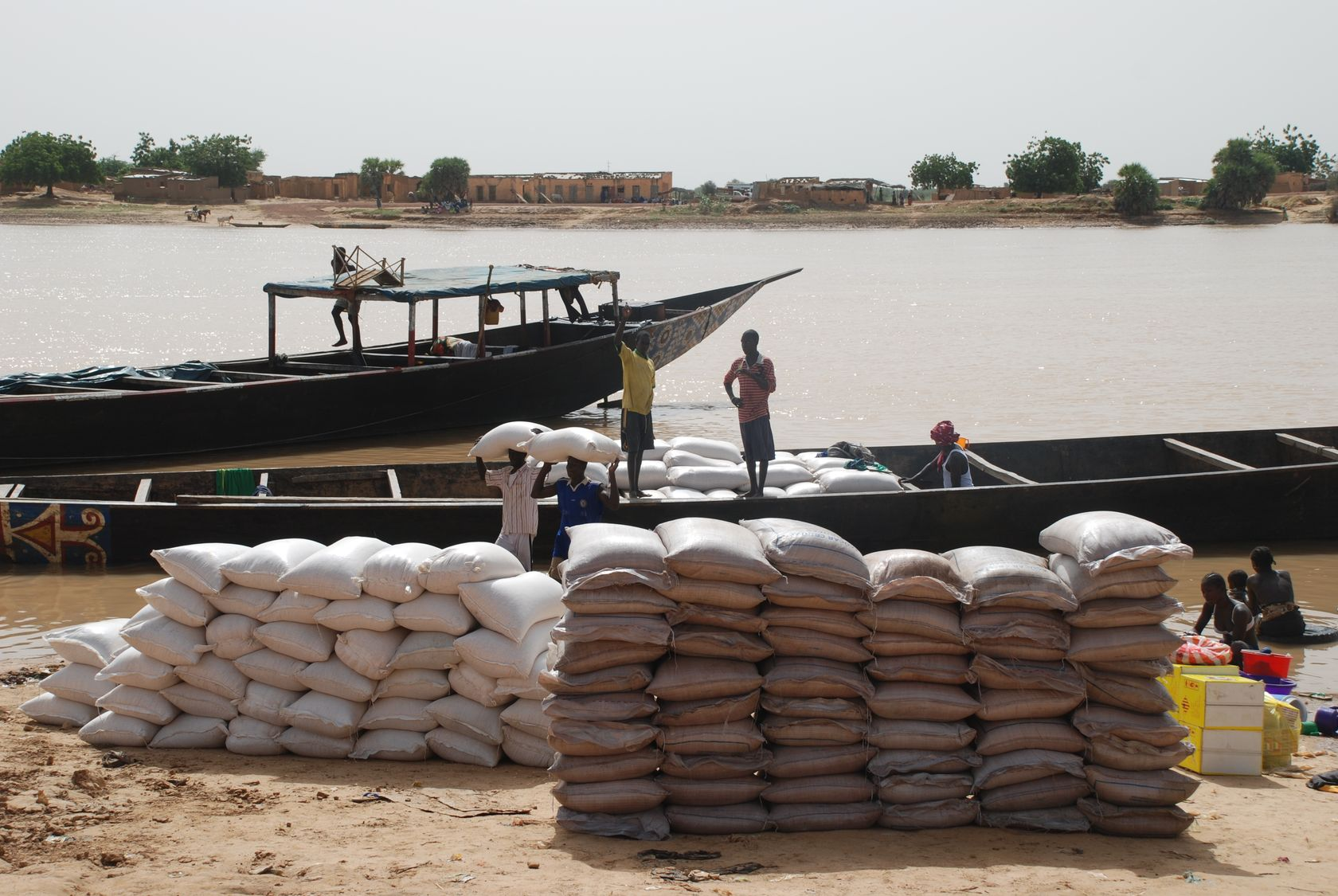
Flusshafen in Kaédi in Mauretanien. Die dunklen Säcke rechts enthalten brasilianischen Rohrzucker, der in den Senegal transportiert wird, die weißen Säcke mit senegalesischem Mais werden eingeführt.
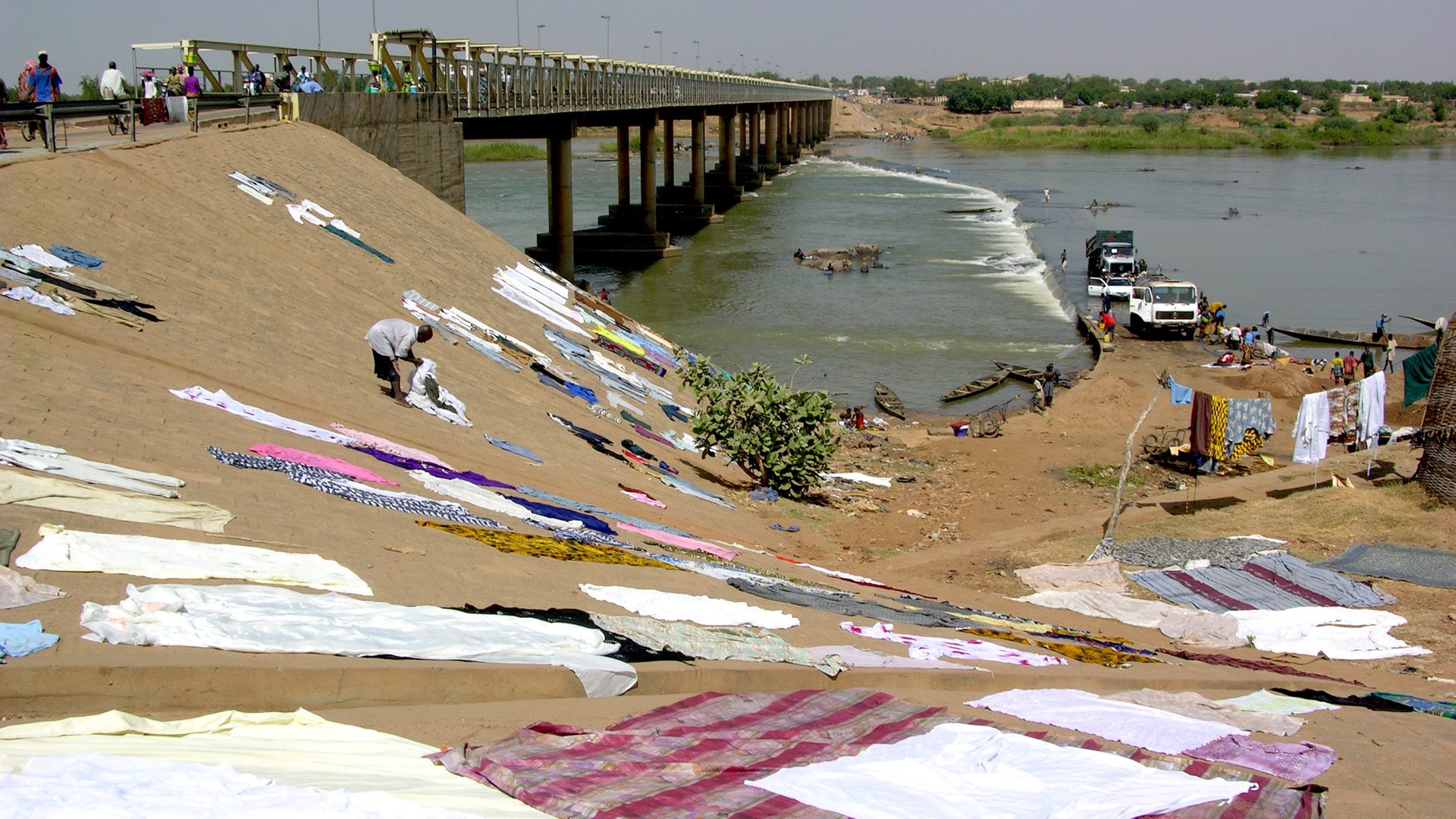
Straßenbrücke am Oberlauf bei Kayes im Südwesten Malis